# Sarosa subnotata
Sarosa subnotata är en fjärilsart som beskrevs av Embrik Strand 1917. Sarosa subnotata ingår i släktet Sarosa och familjen björnspinnare. Inga underarter finns listade.